# Teatro Blanquita
El Teatro Blanquita, llamado también El Blanquita, fue un teatro de la Ciudad de México inaugurado el 27 de agosto de 1960 y que se ubicaba en el número 16 del Eje Central Lázaro Cárdenas a la altura del Centro Histórico de la Ciudad de México. Fue inaugurado a iniciativa de la escritora y empresaria teatral Margo Su y su esposo Félix Cervantes. En su escenario se presentaron obras teatrales de índole popular y conciertos. En 2010 era uno de los cinco más visitados de la capital mexicana. Blanca Eva Cervantes era prima hermana de Félix Cervantes.
En 2015, el teatro Blanquita dio su última función con una presentación del Grupo de Rock «la Gusana Ciega». Hoy en día, el inmueble se encuentra enrejado y abandonado.

## Historia
El teatro ocupa los terrenos de la antigua Plaza Villamil, donde había funcionado a finales del siglo XIX el Circo Orrín, afamado por las presentaciones del payaso Ricardo Bell y porque sus dueños crearon la colonia Roma, que fue demolido en 1910.
En 1949 la actriz, escritora y empresaria teatral Margo Su y su esposo Félix Cervantes compraron el terreno de la Plaza Villamil con fondos que habían ganado en la Lotería Nacional, creando el Teatro-Salón Margo. Debido a las críticas de sociedades conservadoras que denostaban al teatro de revista, por considerarlo popular y vulgar, y por espectáculos como los presentados por María Victoria, vistos como inmorales por dichas sociedades, el entonces regente de la Ciudad de México, Ernesto Uruchurtu, presionado por las críticas determinó fallas de seguridad en el inmueble y ordenó la demolición del Salón Margo en 1958, último reducto del llamado teatro de carpa. Su y Cervantes construyeron un nuevo teatro y le dieron el nombre de Blanquita, en honor a su Prima hermana Blanca Eva Cervantes. Fue abierto el 27 de agosto de 1960 con la presentación de Libertad Lamarque. Por entonces se convirtió en uno de los teatros más concurridos de la capital. Sobre el teatro el escritor Carlos Monsiváis narró:

El teatro Blanquita es un recinto sacro o mejor popular, la confusión entre la mera insistencia y la tradición. El Blanquita es un almácigo, una alhóndiga, el sitio de la preservación y del rescate de todo lo rescatable y preservable: una canción, una seña significativa, un refrán
Carlos Monsiváis, Días de guardar, citada por Judith Amador Tello. "El adiós al Teatro Blanquita", en Proceso.com.mx, 8 de noviembre de 2015.

A unos pasos del Blanquita hasta 1962 funcionó también el afamado Salón México. La Plaza Villamil llevó el nombre posteriormente de Plaza Aquiles Serdán por lo que en la explanada del teatro existía una escultura del héroe revolucionario.
Durante los siguientes años en este teatro se presentaron muchos de los últimos histriones provenientes del teatro de carpa, de revista o comediantes que iniciaron su carrera en este escenario y después se volvieron famosos. El estigma de ser un teatro de índole vulgar acompañó al Blanquita durante las décadas siguientes. En su escenario se presentó por 17 años el exitoso show de la travesti Francis, que en su época generó muchas críticas.
Margo Su administró el Teatro Blanquita hasta 1981, volviendo a su administración en 1989 y la abandonó finalmente en 1993. El recinto fue remodelado y dado en concesión en 1999 a la empresa OCESA, presentando de nueva cuenta eventos con regularidad y administrando las entradas al teatro el sistema Ticketmaster. El 5 de noviembre de 2015 las empresas Generamúsica y Showtime, que conservaban la concesión del teatro, anunciaron que dejaron de administrar el teatro.
En sus inmediaciones existe la estación Teatro Blanquita de la línea 4 del Metrobús de la Ciudad de México y a una cuadra está una entrada a la estación Bellas Artes de las líneas 2 y 8 del Metro de la Ciudad de México.